# Forêts sèches d'Hawaï
Les forêts sèches d'Hawaii regroupent trois écorégions terrestres de l'archipel hawaïen : les forêts sèches tropicales d'Hawaï, les brousses tropicales élevées d'Hawaï et les brousses tropicales basses d'Hawaï.
Cette région écologique a été identifiée par le Fonds mondial pour la nature (WWF) comme faisant partie de la liste « Global 200 », c'est-à-dire considérée comme exceptionnelle au niveau biologique et prioritaire en matière de conservation. 